# Xoanodera angustula
Xoanodera angustula är en skalbaggsart som beskrevs av Holzschuh 2006. Xoanodera angustula ingår i släktet Xoanodera och familjen långhorningar. Inga underarter finns listade i Catalogue of Life.